# Nimaathap
| V28 | Aa5 · p | n · U2 | Aa11 · X1 |

| V28 | Aa5 · p | n · U2 | Aa11 · X1 |

| V28 | Aa5 · p | n · U2 | Aa11 · X1 |

| V28 | Aa5 · p | n · U2 | Aa11 · X1 |

| V28 | Aa5 · p | n · U2 | Aa11 · X1 |

| V28 | Aa5 · p | n · U2 | Aa11 · X1 |

| V28 | Aa5 · p | n · U2 | Aa11 · X1 |

| V28 | Aa5 · p | n · U2 | Aa11 · X1 |

| G14 | M23 · X1 | L2 · X1 |

| G14 | M23 · X1 | L2 · X1 |

| G14 | M23 · X1 | L2 · X1 |

| G14 | M23 · X1 | L2 · X1 |

| G14 | M23 · X1 | L2 · X1 |

| G14 | M23 · X1 | L2 · X1 |

| G14 | M23 · X1 | L2 · X1 |

| G14 | M23 · X1 | L2 · X1 |

| I10 · d | Aa1 · X1 · nb | D4 · n | S29 |

| I10 · d | Aa1 · X1 · nb | D4 · n | S29 |

| I10 · d | Aa1 · X1 · nb | D4 · n | S29 |

| I10 · d | Aa1 · X1 · nb | D4 · n | S29 |

| I10 · d | Aa1 · X1 · nb | D4 · n | S29 |

| I10 · d | Aa1 · X1 · nb | D4 · n | S29 |

| I10 · d | Aa1 · X1 · nb | D4 · n | S29 |

| I10 · d | Aa1 · X1 · nb | D4 · n | S29 |

| V28 | Aa5 · p | n · U2 | Aa11 · X1 |

| V28 | Aa5 · p | n · U2 | Aa11 · X1 |

| V28 | Aa5 · p | n · U2 | Aa11 · X1 |

| V28 | Aa5 · p | n · U2 | Aa11 · X1 |

| V28 | Aa5 · p | n · U2 | Aa11 · X1 |

| V28 | Aa5 · p | n · U2 | Aa11 · X1 |

| V28 | Aa5 · p | n · U2 | Aa11 · X1 |

| V28 | Aa5 · p | n · U2 | Aa11 · X1 |

| G14 | M23 · X1 | L2 · X1 |

| G14 | M23 · X1 | L2 · X1 |

| G14 | M23 · X1 | L2 · X1 |

| G14 | M23 · X1 | L2 · X1 |

| G14 | M23 · X1 | L2 · X1 |

| G14 | M23 · X1 | L2 · X1 |

| G14 | M23 · X1 | L2 · X1 |

| G14 | M23 · X1 | L2 · X1 |

| I10 · d | Aa1 · X1 · nb | D4 · n | S29 |

| I10 · d | Aa1 · X1 · nb | D4 · n | S29 |

| I10 · d | Aa1 · X1 · nb | D4 · n | S29 |

| I10 · d | Aa1 · X1 · nb | D4 · n | S29 |

| I10 · d | Aa1 · X1 · nb | D4 · n | S29 |

| I10 · d | Aa1 · X1 · nb | D4 · n | S29 |

| I10 · d | Aa1 · X1 · nb | D4 · n | S29 |

| I10 · d | Aa1 · X1 · nb | D4 · n | S29 |

Nimaathap (anche Nimaat-hapi o Nimhap-maat; "Verità di Hapy") (... – Menfi, dopo il 2680 a.C.) è stata una regina egizia tra la II e la III dinastia, nota per il culto postumo di cui fu oggetto nel corso di vari secoli.

## Biografia
Teorie ormai desuete reputavano Nimaathap una figlia del faraone Khasekhemui, andata in sposa a un certo re Nebka e madre del faraone Djoser, "primo sovrano legittimo" di tale linea di sangue. Ciò s'accordava con le liste faraoniche compilate in epoca ramesside, che facevano iniziare la III dinastia con un monarca di nome Nebka. Avrebbe inoltre combaciato con la cronaca del sacerdote ellenistico Manetone, che attestò la presenza di un re di nome Necherôphes prima di Djoser (che Manetone chiama Tosorthros).
Questo scenario è stato smontato da una vasta serie di sigilli e da qualche iscrizione di recipienti in pietra che menzionano Nimaathap come "Madre del re dell'Alto e Basso Egitto", "Madre dei figli del re" e "Sposa del re". Si ritiene attualmente che Nimaathap fosse una principessa della famiglia che regnava sul nord del Paese. Quando Khasekemui ebbe sconfitto questa famiglia reale al termine di un conflitto, avrebbe preso in moglie Nimaathap come una sorta di trofeo. 
Inoltre, gli studiosi sono oggi convinti che Djoser abbia fondato una nuova dinastia, dal momento che lui e sua madre Nimaathap fecero inumare Khasekhemui nella vecchia necropoli tinita di Abido, per poi fondare, però, una nuova necropoli menfita presso Saqqara. Djoser fece quindi seppellire il proprio padre e successore nella località da dove erano partite le fortune della sua famiglia. Nimaathap rimase al fianco del figlio per gli anni a seguire, come indicherebbe il frammento di un rilievo scoperto a Eliopoli. Dopo la sua morte, la regina madre fu ricordata per molto tempo e onorata come cofondatrice della nuova dinastia - come prova il culto funerario che il sacerdote Metjen, della IV dinastia, ancora le rendeva.